# Vanilla cribbiana
Vanilla cribbiana är en orkidéart som beskrevs av Soto Arenas. Vanilla cribbiana ingår i släktet Vanilla och familjen orkidéer. Inga underarter finns listade i Catalogue of Life.